# Лудвиг Лейхард
Фридрих Вилхелм Лудвиг Лейхард (на немски: Friedrich Wilhelm Ludwig Leichhardt), известен като Лудвиг Лейхард, е германски пътешественик-изследовател и натуралист, известен с изследванията си в Централна и Северна Австралия.

## Биография

### Произход, образование и младост (1813 – 1844)
Роден е на 23 октомври 1813 година в село Требач, днес част от град Таухе, в пруската провинция Бранденбург. Той е шесто дете и четвърти син от осемте деца на земеделския фермер и кралски инспектор Йеронимус Кристиан Лейхард и съпругата му Шарлот Софи.
От 1831 до 1836 година учи философия, чужди езици и естествени науки в университетите в Гьотинген и Берлин, но не завършва висше образование. През 1837 година, не желаейки да отбива военна служба в армията на пруския крал, Лейхард се премества в Англия, където продължава изследванията си по естествени науки на различни места, включително и в Британския музей в Лондон и Ботаническата градина в Париж. От 1837 до 1841 година провежда няколко теренни експедиции в няколко европейски страни – Франция, Италия и Швейцария.
През 1841 година Лейхард заминава за Австралия. На 14 февруари 1842 година пристига в Сидни, като целта му е проучване вътрешността на Австралия. През септември същата година отива в долината на река Хънтър северно от Сидни, за да изучава геологията, флората и фауната в региона.

### Експедиции (1844 – 1848)

#### Първо пресичане на Североизточна Австралия (1844 – 1845)
През 1844 година Лейхард е назначен за ръководител на експедиция, организирана с частни средства, която трябва да премине от Бризбейн през цяла Североизточна Австралия до пристанището Порт Есингтън на полуостров Арнхемлънд и по пътя да изследва южното крайбрежие на залива Карпентария.
През август 1844 г. Лейхард напуска Бризбейн и достига до селището Джимбур (26°58′ ю. ш. 151°13′ и. д. / 26.966667° ю. ш. 151.216667° и. д.), където експедицията е доокомплектована. На 1 октомври експедицията напуска Джимбур и се отправя на север. В експедицията участват осем души, като важна роля в нея изпълнява английския ботаник Джон Гилбърт. Двама аборигени, Хари Браун и Чарли Фишер, са взети като водачи. Предвидено е хората да се движат пеша, а цялото оборудване и хранителни припаси са натоварени на коне и бикове.
По време на пътешествието на север експедицията открива реките Доусън и Маккензи (съставящи река Фицрой, вливаща се в Тихия океан), Айзекс (ляв приток на Маккензи), Комет (десен приток на Маккензи). След това по река Сатор експедицията достига до мястото, където се влива в река Бьордекин (560 км, течаща към залива Карпентария). По пътя дотам Лейхард открива хребетите Експедишън (732 м) и Пик и вододелното плато Атертън (1611 м). Пътешествениците пресичат платото и откриват изворите на река Линд (ляв приток на Мичъл, вливаща се в залива Карпентария).
От средата на май 1845 година експедицията продължава на запад, покрай югоизточните и южни брегове на залива Карпентария, като пресича откритите пълноводни реки Гилбърт, Флиндърс (830 км), Лейхард, Уинтворт, Калверт, Макартур и Ропер, всички те вливащи се в залива Карпентария. Този втори етап започва при трагични обстоятелства. На 29 май, в схватка с местните аборигени, загива Гилбърт, който ръководи основните изследователски дейности на експедицията. Не по-малки трудности се срещат и по-нататък по пътя на пътешествениците, но въпреки всичко те продължават по набелязания маршрут. Покрай бреговете на залива експедицията открива пустинни и безплодни пространства, но заедно с това на високите и слабохълмисти равнини има гори с акациеви, миртови и чаени дървета, растящи върху тучни пасища. Експедицията успешно пресича п-ов Арнхемлънд и на 17 декември 1845 година достига до Порт Есингтън.
За 14 месеца и 17 дни Лейхард и неговите спътници преминават пеша около 4500 км и пресичат целия североизток на Австралия. Седмината участници са завръщат в Сидни по море на 25 март 1846 година.
След завръщането си от пътешествието Кралското географско дружество в Лондон го награждава със златен медал за големите му открития в Североизточна Австралия.

#### Втора експедиция (1846 – 1847)
През декември 1846 година Лейхард предприема първото пресичане на Австралия от изток на запад, но след като минава само 800 км е принуден да се върне на източното крайбрежие през юни 1847 година, поради силните дъждове и маларията, заразила хора и животни.
През юли и август 1847 година изследва басейна на река Кондамайн в Източна Австралия. Участниците в експедицията всячески се заяждат с Лейхард, обвинявайки го в арогантност. След неуспеха на експедицията в Сидни започват да се носят слухове, че по негова вина експедицията остава без продоволствия и медикаменти.

#### Последна експедиция (1847 – 1848)
В края на 1847 година Лейхард решава да се реваншира и започва организация на нова експедиция, замисълът на която е грандиозен – да се пресече Австралия от изток на запад за три години. Лейхард, заедно с други шест души и 77 коня, в началото на април 1848 г. тръгва от Бризбейн, достига до река Барку (горното течение на Купърс Крийк), където е видян за последно на 3 юли 1848 година и след това експедицията изчезва безследно.

### Търсене на изчезналата експедиция (1852 – 1896)
В продължение на близо 50 години няколко експедиции проведени в Австралия намират множество доказателства за гибелта на Лейхард и неговите спътници, но съдбата на експедицията така и остава неразкрита. В Сидни започват да се тревожат за съдбата на Лейхард едва четири години след нейното стартиране. През 1852 година Ховендън Хайви намира предполагаем лагер на Лейхард и няколко дървета, маркирани с буквата „L“. През 1858 година Чарлз Огъстъс Грегъри също намира няколко дървета, маркирани със същата буква. През 1865 година друг австралийски пътешественик намира нови доказателства за експедицията, които по-късно обаче са опровергани. През 1869 година Джон Форест намира в Западна Австралия кости на коне и хора, за които със сигурност е установено, че са от експедицията на Лейхард. Последно известие за експедицията на Лейхард донася Дейвид Карнеги, който през 1896 година в Голямата Пясъчна пустиня среща аборигени, у които открива желязно колче от палатка, калаен капак от кибритена кутия и железни части от седло, които със сигурност са разпознати като части от екипировката на изчезналата експедиция.

## Памет
Неговото име носят:
- град Лейхард 27°37′ ю. ш. 152°44′ и. д. / 27.616667° ю. ш. 152.733333° и. д.) в щата Куинсланд, Австралия, предградие на град Ипсуич;
- град Лейхард (33°53′ ю. ш. 151°09′ и. д. / 33.883333° ю. ш. 151.15° и. д.) в щата Нов Южен Уелс, Австралия, предградие в западната част на Сидни;
- община Лейхард в щата Куинсланд, Австралия;
- река Лейхард (устие, 16°52′ ю. ш. 138°50′ и. д. / 16.866667° ю. ш. 138.833333° и. д.) в щата Куинсланд, Австралия, вливаща се от юг в залива Карпентария;
- хребет Лейхард (22°06′ ю. ш. 132°45′ и. д. / 22.1° ю. ш. 132.75° и. д.) в Централна Австралия;
- шосе Лейхард в щата Куинсланд с дължина 577 км.

## Съчинения
- „Scientific excursion in New Holland 1842 – 1844“, London, 1845;
- „Beiträge zur Geologie von Australien“ (1855);
- „Journal of an overland expedition in Australia from Moreton Bay to Port Essington“ (1847, на немски език 1851).